# Kevin Bentley
Kevin Kinte Bentley (North Hills, 29 dicembre 1979) è un ex giocatore di football americano statunitense che ha militato nel ruolo di linebacker nella National Football League (NFL).

## Carriera

### Cleveland Browns
Bentley fu scelto dai Cleveland Browns nel corso del quarto giro (101º assoluto) del Draft NFL 2002. Il 16 luglio 2002 firmò il suo primo contratto con la squadra, dove militò per tre anni, prima di divenire free agent dopo la stagione 2004. . La sua migliore stagione a livello statistico in carriera fu quella del 2003, in cui mise a segno 96 tackle e un intercetto.

### Seattle Seahawks
Nel 2005 Bentley firmò con i Seattle Seahawks, con cui nella prima stagione raggiunse il Super Bowl XL, perso contro i Pittsburgh Steelers.  Dopo l'annata del 2007 non gli fu rinnovato il contratto.

### Houston Texans
Il 2 marzo 2008 Bentley firmò con gli Houston Texans. Il 26 luglio 2011 divenne free agent.

### San Diego Chargers
Il 24 agosto 2011 Bentley firmò con i San Diego Chargers. Fu svincolato prima dell'inizio della stagione regolare.

### Jacksonville Jaguars
Il 22 novembre 2011 Bentley firmò con i Jacksonville Jaguars. Fu svincolato il 5 dicembre.

### Indianapolis Colts
Il 6 dicembre 2011 Bentley firmò con gli Indianapolis Colts. Si ritirò a fine stagione.

## Palmarès

### Franchigia
- National Football Conference Championship: 1

Seattle Seahawks: 2005